# (480804) 2016 PF65
(480804) 2016 PF65 es un asteroide perteneciente al cinturón de asteroides, descubierto el 15 de enero de 2008 por el equipo del Mount Lemmon Survey desde el Observatorio del Monte Lemmon, Arizona, Estados Unidos.

## Designación y nombre
Designado provisionalmente como 2016 PF65.

## Características orbitales
2016 PF65 está situado a una distancia media del Sol de 3,093 ua, pudiendo alejarse hasta 3,421 ua y acercarse hasta 2,764 ua. Su excentricidad es 0,106 y la inclinación orbital 28,62 grados. Emplea 1987,04 días en completar una órbita alrededor del Sol.

## Características físicas
La magnitud absoluta de 2016 PF65 es 16.